# Coenosia ochroprocta
Coenosia ochroprocta är en tvåvingeart som först beskrevs av Speiser 1910.  Coenosia ochroprocta ingår i släktet Coenosia och familjen husflugor. Inga underarter finns listade i Catalogue of Life.